# Luciano Bivar
Luciano Caldas Bivar (Recife, 29 de noviembre de 1944) es un político brasileño, empresario y actual presidente nacional del partido político Unión Brasil (UNIÃO), Fue presidente nacional del Partido Social Liberal (PSL) hasta su fusión con Demócratas (DEM). Actualmente es diputado federal por Pernambuco.
Fue director del Sport Club do Recife.

## Carrera política
Fue elegido diputado federal por Pernambuco en 1998 con el PSL. En la Cámara de Diputados de Brasil participó en las Comisiones Permanentes de Constitución, Justicia y Ciudadanía, Finanzas y Hacienda, Tráfico y Transportes además de las Comisiones Especiales de creación del Impuesto Único Federal, de la Agencia Nacional de Aviación Civil y de Fondos de Pensiones.
En octubre del 2006 fue candidato a las elecciones presidenciales. Se presentó por el Partido Social Liberal y consiguió un 0,06% de los votos, siendo el candidato menos votado. Su programa electoral incluía la construcción de barracas militares en las favelas brasileñas además de la implantación del Impuesto Único Federal.